# Художественный музей Мэрихилла
Художественный музей Мэрихилла (англ. Maryhill Museum of Art; сокр. MMA) — культурное учреждение США, расположенное в городе Мэрихилл. Находится в месте с видом на восточную часть каньона Columbia River Gorge. Первоначально здание было особняком предпринимателя Сэмюэля Хилла (1857—1931). Музей был открыт для общественности в 1940 году в день рождения Хилла - 13 мая.

## История
Здание было спроектировано для  Сэмюэля Хилла архитектурной фирмой Hornblower & Marshall в стиле бозар и начало сооружаться из железобетона в начале 1914 года. Располагалось оно в то время на его ранчо. Посетившая в 1917 году Хилла американская актриса и танцовщица Лои Фуллер убедила Хилла превратить недостроенный дом в музей ради общественного блага и для укоренения французского искусства на Дальнем Северо-Западе Америки. Первым вкладом Хилла в коллекцию нового музея были корзины американских индейцев, принадлежащие ему скульптуры и акварели Огюста Родена, а также различные личные вещи. Фуллер отдала в музей несколько принадлежащих ей артефактов, включая резное распятие, подаренное ей бельгийским кардиналом Дезире-Жозефом Мерсье. Она также убеждала друзей сделать пожертвования формирующемуся музею.
Во время своего визита в 1926 году в США, королева Румынии Мария Эдинбургская подарила музею более ста художественных объектов. В том же году её старшая дочь Елизавета Румынская передала музею свою коллекцию Танагрских статуэток и древние кипрские амфоры.
Значительную часть коллекции музея составляет искусство американских индейцев. Начало её было положено Сэмюэлем Хиллом. Важное пожертвование индейского искусства было сделано в 1940 году Мэри Андервуд Лейн, которая была внучкой вождя индейцев племени Ватлала. Большая коллекция материалов из Арктики была передана в музей в 1979 году наследниками Харви Хардинга, который владел магазином в городе Ном на Аляске с 1899 по 1907 годы.

## Коллекция
Коллекция музея эклектична: она содержит гипсовые и бронзовые скульптуры и акварели французского скульптора Огюста Родена, картины европейских и американских художников, предметы искусства американских индейцев, православные иконы, меблировку и предметы личного пользования известных людей. Также в собрании музея находятся многочисленные исторические фотографии, архивные материалы и документы.
В 1974 году музей был внесён в Национальный реестр исторических мест США за номером 74001966